# 차범석
차범석(車凡錫, 1924년 11월 15일 ~ 2006년 6월 6일)은 대한민국의 극작가, 연극 연출가이다. 전라남도 목포 출생이다.
1948년 연희대학교 영문과를 나온 후, 목포 북교국민학교, 목포중학교, 덕성여자고등학교의 교사를 지냈고, 1955년 조선일보 신춘문예에 희곡 《밀주》가 가작으로 입선하면서 등단했다, 1956년 조선일보 신춘문예에 희곡 《귀향》이 당선되었다. 한국연극협회 이사장 및 한국예술문화총연합회 부회장 등을 역임했고 청주대학교 연극영화과 전임교수로서 강단에 섰으며, 극단 ‘산하’ 대표였다.
한국 극작가 중 가장 많은 작품을 쓰고 지은 작가이고, 연출가로서도 큰 역할을 했으며, 사실주의 연극의 확립에 공헌한 것으로 평가받고 있다.

## 작품 및 저서

### 작품
- 《산불》
- 《불모지》
- 《성난 기계》
- 《고구마》
- 제7희곡집《통곡의 땅》(ISBN : 8984350591)
- 《밀주》
- 《귀향》
- 《청기와집》
- 《열대어》
- 《장미의 성》
- 《이차돈의 죽음》
- 《새야 새야 파랑새야》
- 《활화산》
- 《학살의 숲》
- 《새벽길》

### 저서
- 《껍질이 째지는 아픔 없이는》
- 《대리인 (책)|대리인》
- 《새마을연극 희곡 선집》
- 《환상 여행》
- 《학이여 사랑일레라》
- 《거부하는 몸짓으로 사랑했노라》
- 《목포행 완행열차의 추억》

## 상훈과 추모
1962년 목포시 문화상, 1970년 제2회 대한민족문화예술상 연극부문을 수상했다. 이후 1981년「학이여 사랑일레라」로 대한민국연극제 희곡상, 1982년 대한민국예술원상, 1983년 제7회 동랑연극상, 1991년「식민지의 아침」으로 대한민국문학상 본상, 1993년 제3회 이해랑연극상, 1997년에는 서울시문화상을 각기 수상했다.

## 같이 보기
- 차범석연극재단
- 차범석희곡상
- 목포문학관
- 대한민국예술원

## 참고 문헌
- 한국민족문화대백과사전

1. ↑  “3·1문화재단”. 2023년 3월 8일에 확인함.
2. ↑  “차범석의 생애와 예술”. 2019년 2월 18일. 2023년 3월 8일에 확인함.